# Regidor (ort)
Regidor är en ort i Colombia.   Den ligger i departementet Bolívar, i den norra delen av landet, 500 km norr om huvudstaden Bogotá. Regidor ligger 36 meter över havet och antalet invånare är 3 386.
Terrängen runt Regidor är mycket platt. Runt Regidor är det ganska glesbefolkat, med 35 invånare per kvadratkilometer. Närmaste större samhälle är Pelaya, 17,4 km öster om Regidor. Omgivningarna runt Regidor är en mosaik av jordbruksmark och naturlig växtlighet.